# Milota Zdirad Polák

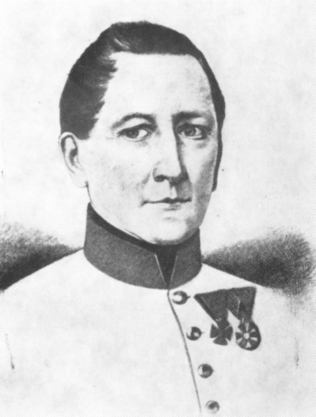
Matěj Milota Zdirad Polák

Matěj Milota Zdirad Polák (auch Matěj Polák, später Moric Polak) (* 14. Februar 1788 in Zásmuky; † 31. März 1856 in Wiener Neustadt) war ein österreichischer Offizier und tschechischer Dichter.

## Leben
Der Sohn des Schusters und Obsthändlers Jakub Polák besuchte seit 1798 Schulen in Prag und wurde 1807 Hilfslehrer an der Prager Waisenschule in der heutigen Straße der politischen Gefangenen (ulice Politických vězňů). 1808 meldete er sich freiwillig zur österreichischen Armee, die sich gegen die Armeen Napoleons formierte. Er diente unter dem Prinzen Albert Gyulay Graf von Maros-Németh und Nádaska, nahm im Mai 1809 an der Schlacht bei Aspern und im Juli an der Schlacht bei Wagram teil. Während seiner noch kurzen Armeezugehörigkeit erreichte er den Rang eines Fähnrichs. Bis Anfang 1813 war er mit seinem Regiment in Ostböhmen stationiert. Nach der Beförderung zum Leutnant versetzte man ihn zum 15. Regiment, mit dem er im August 1813 an der Schlacht um Dresden und zwei Monate später an der Völkerschlacht bei Leipzig teilnahm. 1814 war er Teilnehmer an den Feierlichkeiten anlässlich des Friedensvertrags von Paris. Nach einem kurzen Aufenthalt als Oberleutnant des Marschalls und späteren Intendanten  der österreichischen Armee, Baron Franz von Koller in Galizien und in Ungarn reiste er mit ihm nach Wien und Italien. 
Von 1818 bis 1820 wirkte er als Erzieher von Kollers Söhnen August und Alexander in Prag und an dem Sitz seines Herrn in Obříství.
Nach dem Ausbruch der Aufstände in Neapel 1820 kehrte er mit seinem Oberbefehlshaber nach Italien zurück. Koller starb 1827 und Polak meldete sich in der Theresianische Militärakademie, in der er bis 1830 Tschechisch und Literatur unterrichtete. Nach seiner Beförderung zum Hauptmann kehrte er zu seinem Regiment zurück und diente bis 1837 in Nordungarn. 1832 heiratete er die 24 Jahre jüngere Tochter des Artillerieoffiziers Baron Augustin. 1837 kehrte er an die Militärakademie zurück und unterrichtete als Professor Kriegsgeschichte und als Präfekt für Sprachen. Im gleichen Jahr wurde er zum Major befördert, 1843 zum Oberstleutnant. Die Armee verließ er 1849 als Generalmajor. Er starb mit 68 Jahren an den Folgen eines Schlaganfalls.

## Werke
Vermutlich begann er schon als junger Mann deutsche Gedichte zu schreiben. In die böhmische Literaturwelt trat er zu Beginn des 19. Jahrhunderts ein. Während seines Aufenthaltes beim 21. Regiment in Chrudim kam er das erste Mal in Kontakt mit böhmischen Patrioten um Josef Liboslav Ziegler, einem Kaplan in Dobřany, zu denen auch der Kaufmann František Vladislav Hek gehörte. Zwischen Polak und Ziegler entwickelte sich eine tiefe Freundschaft, in deren weiteren Verlauf Ziegler die Begabung Polaks erkannte und ihn immer wieder ermunterte, weiter zu schreiben. 1813 erschien der erste Teils seines umfänglichen lyrischen Werks, das später wieder aufgelegt wurde. Von seinen schreibenden Kollegen, wie Šebestián Hněvkovský, Antonín Jaroslav Puchmajer, František Palacký und Josef Jungmann wurde das Werk hoch gelobt und als genial bezeichnet.  Ein Großteil seiner Werke verbrannte 1834 beim großen Feuer in Wiener Neustadt. Manche sind noch heute in Tschechien als Volkslieder populär.
Während seines Aufenthaltes in Italien verfasste er eine Reisebeschreibung über seine Erlebnisse in Wien, in der Steiermark und in Kärnten, sowie in Venedig, in der Toskana, in Rom und Neapel. Er beschreibt die Landschaften, lobt die Architektur und schildert die Eigenschaften und Sitten sowie Gebräuche der Bevölkerung. 
Er nahm auch an den Ausgrabungen in Pompeji teil, von denen er Erinnerungsstücke für seinen Herrn mitbrachte. In seinen Werken befinden sich auch Abschriften von etwa 50 antiken Epigraphen. 
Nach seinem Tod wurden seine literarischen Werke in zahlreichen Sammlungen, Zeitungen und Zeitschriften der Vertreter der „Wiedererwecker“ publiziert, so in den Zeitschriften Lumír und Nová beseda.